# Fryderyk Krzysztof Dietrich
Fryderyk Krzysztof Dietrich, z niem. Friedrich Christoph Dietrich (ur. 3 kwietnia 1779 w Öhringen, zm. 25 maja 1847 w Łodzi) – polski rytownik niemieckiego pochodzenia, urzędnik Królestwa Polskiego.

## Biografia
Urodził się 3 kwietnia 1779 w Öhringen w Wirtembergii. Jego ojciec pracował jako złotnik na dworze księcia Hohenlohe. Początkowo pobierał nauki w zakresie budownictwa (u J.S. Probsta), malarstwa (u Johanna J. Schillingera) i architektury (u Johanna G. Glencka). Następnie wyjechał do Augsburga, by uczyć się sztycharstwa pod okiem Johanna D. Herza. Naukę kontynuował w Karlsruhe u Christiana Haldenwanga. W 1804 powrócił do rodzinnej miejscowości, gdzie został mianowany nadwornym rytownikiem księcia Hohenlohe. Po śmierci swojego mecenasa tułał się od miasta do miasta w poszukiwaniu zajęcia – przebywał m.in. w Amsterdamie, Londynie, Berlinie i Poznaniu. W 1819 zamieszkał w Warszawie, gdzie założył sklep i warsztat rytowniczy. Równocześnie rozpoczął karierę urzędniczą, początkowo jako łowczy królewski (od 1820), później jako inspektor Dyrekcji Głównej Towarzystwa Kredytowego (od 1825). U schyłku życia pozostawił swój warsztat synowi – Adolfowi Fryderykowi, a sam przeniósł się do Łodzi, gdzie zmarł 25 maja 1847 podczas epidemii tyfusu. Był dwukrotnie żonaty, z obu związków urodziło mu się łącznie sześcioro dzieci.
Został pochowany na części katolickiej cmentarza przy ul. Ogrodowej 22 w Łodzi.

## Twórczość
Ulubionymi technikami Dietricha były akwaforta i akwatinta, które często łączył, oraz miedzioryt. Wykonał wiele ilustracji do książek i czasopism, portretów, widoków miast (Warszawy, Lublina, Krakowa), prac dokumentujących mundury i uzbrojenie lub konkretne obiekty architektoniczne. Dzięki wstawiennictwu Stanisława Kostki Potockiego w 1819 Komisja Rządowa Wyznań Religijnych i Oświecenia Publicznego powierzyła mu wykonanie 24 tablic przedstawiających groby królów polskich, które ostatecznie ukazały się w zbiorze pod tytułem Monumenta Regnum Poloniae Cracoviensia. Był stałym, wieloletnim współpracownikiem Jana Feliksa Piwarskiego. Owocem ich wspólnych starań był m.in. album Wnętrza Zbrojowni Warszawskiej oraz cykl Powstanie, dokumentujący losy powstania listopadowego i uzbrojenie polskiej armii. Znawcą, pasjonatem i kolekcjonerem twórczości Dietricha był pisarz Wiktor Gomulicki, zgromadzone przez niego ryciny i materiały na temat artysty znajdują się w zbiorach Biblioteki Narodowej w Warszawie.

## Galeria

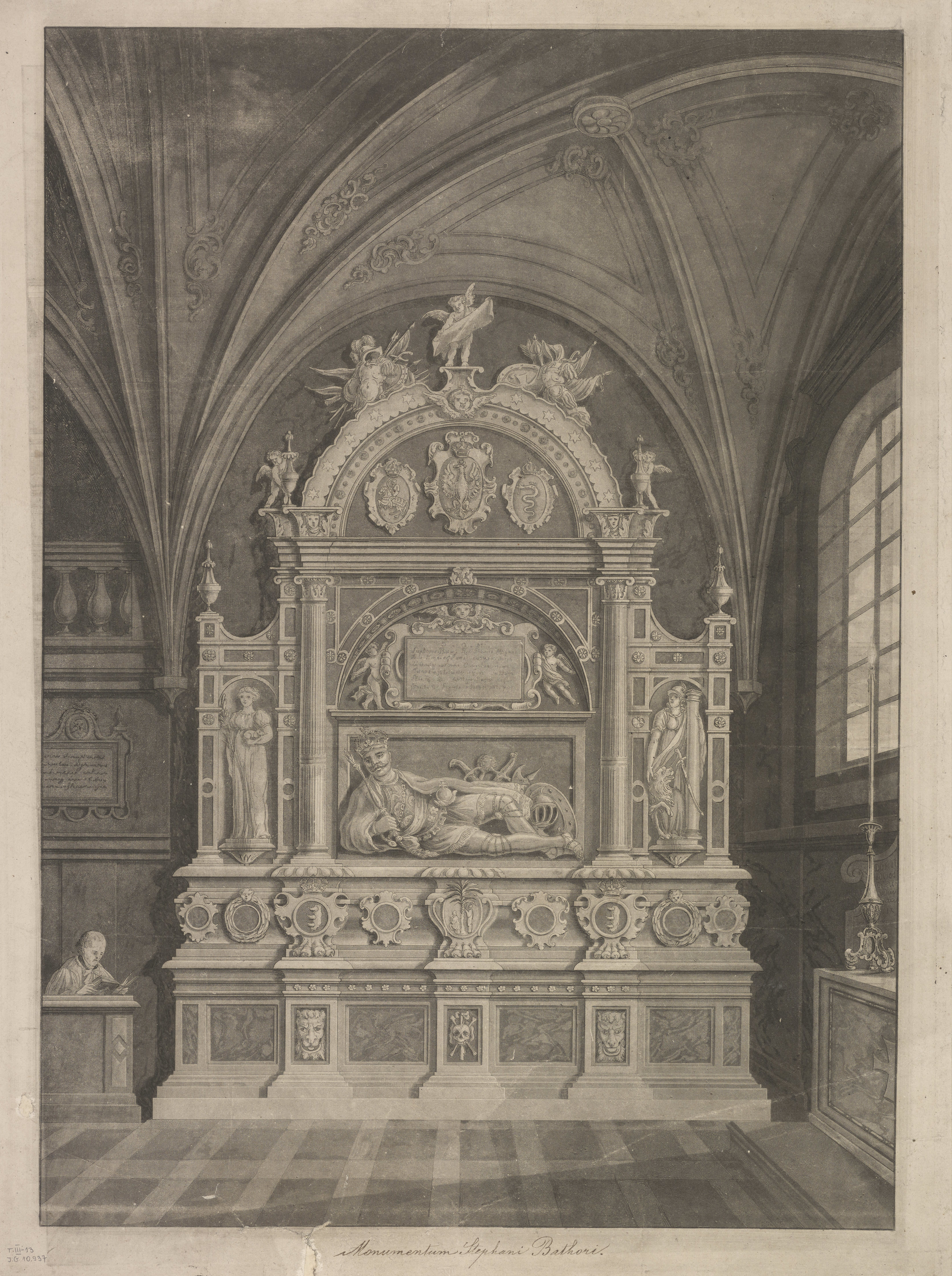
Nagrobek Stefana Batorego
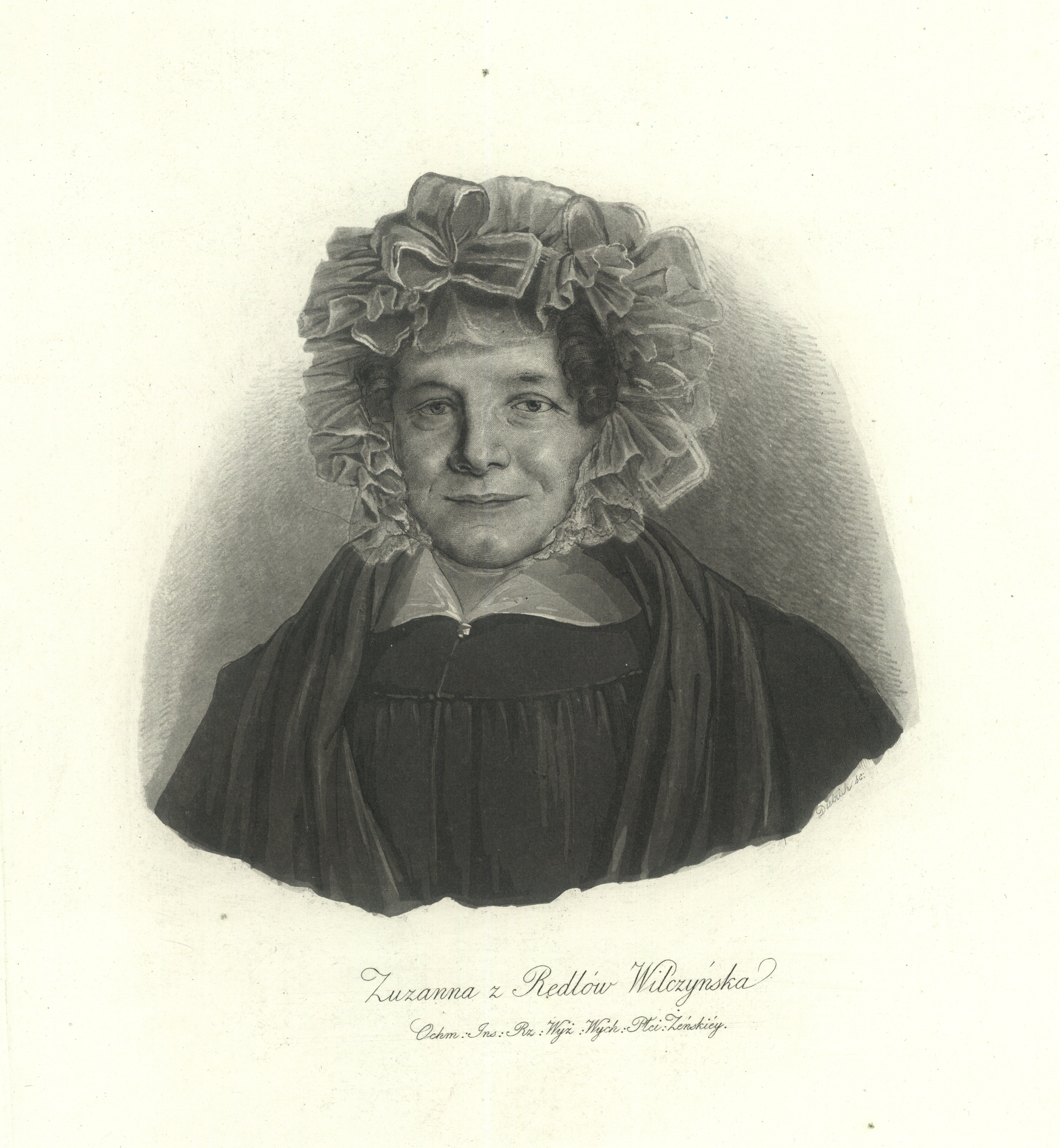
Portret Zuzanny Wilczyńskiej
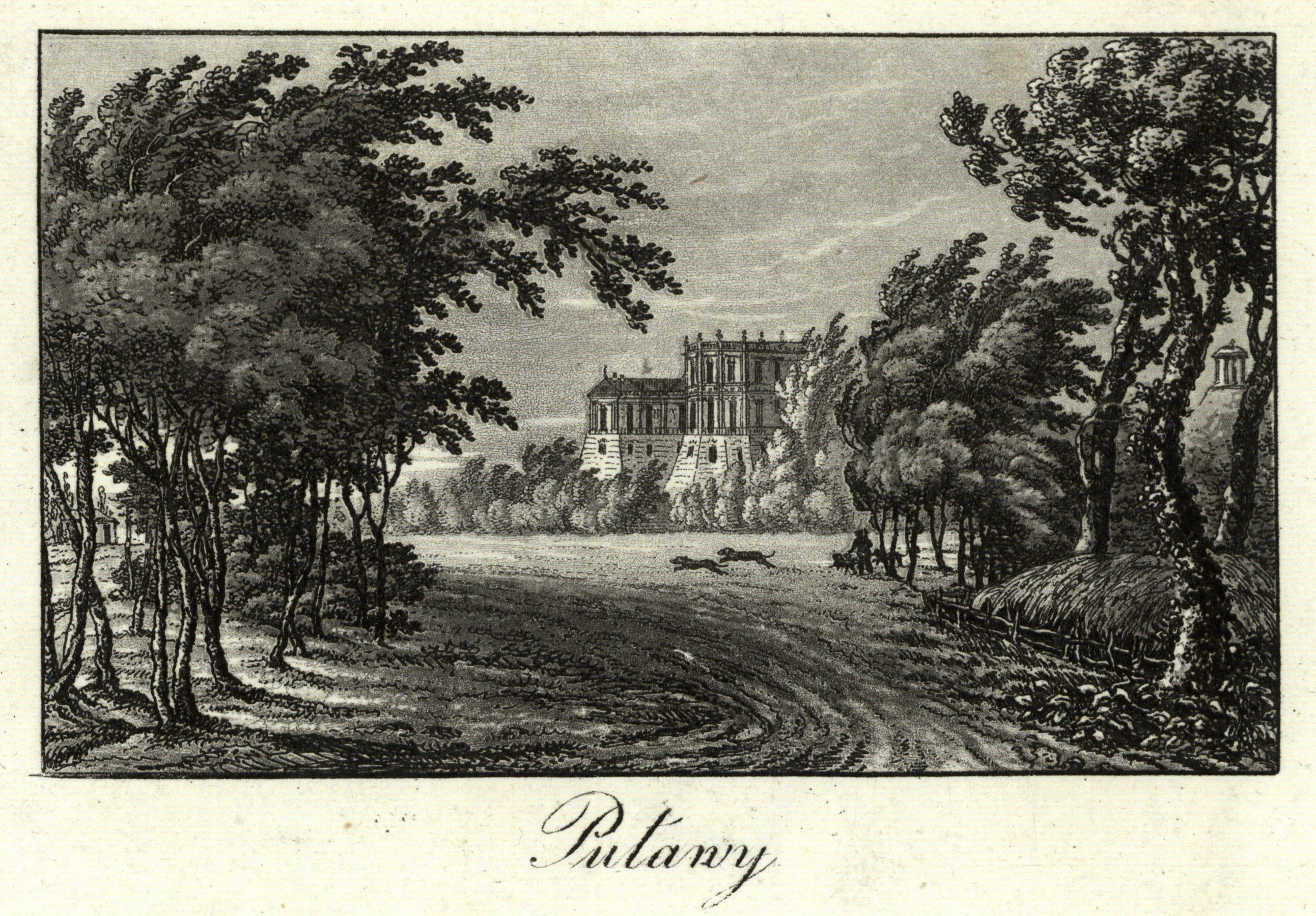
Pałac Czartoryskich w Puławach
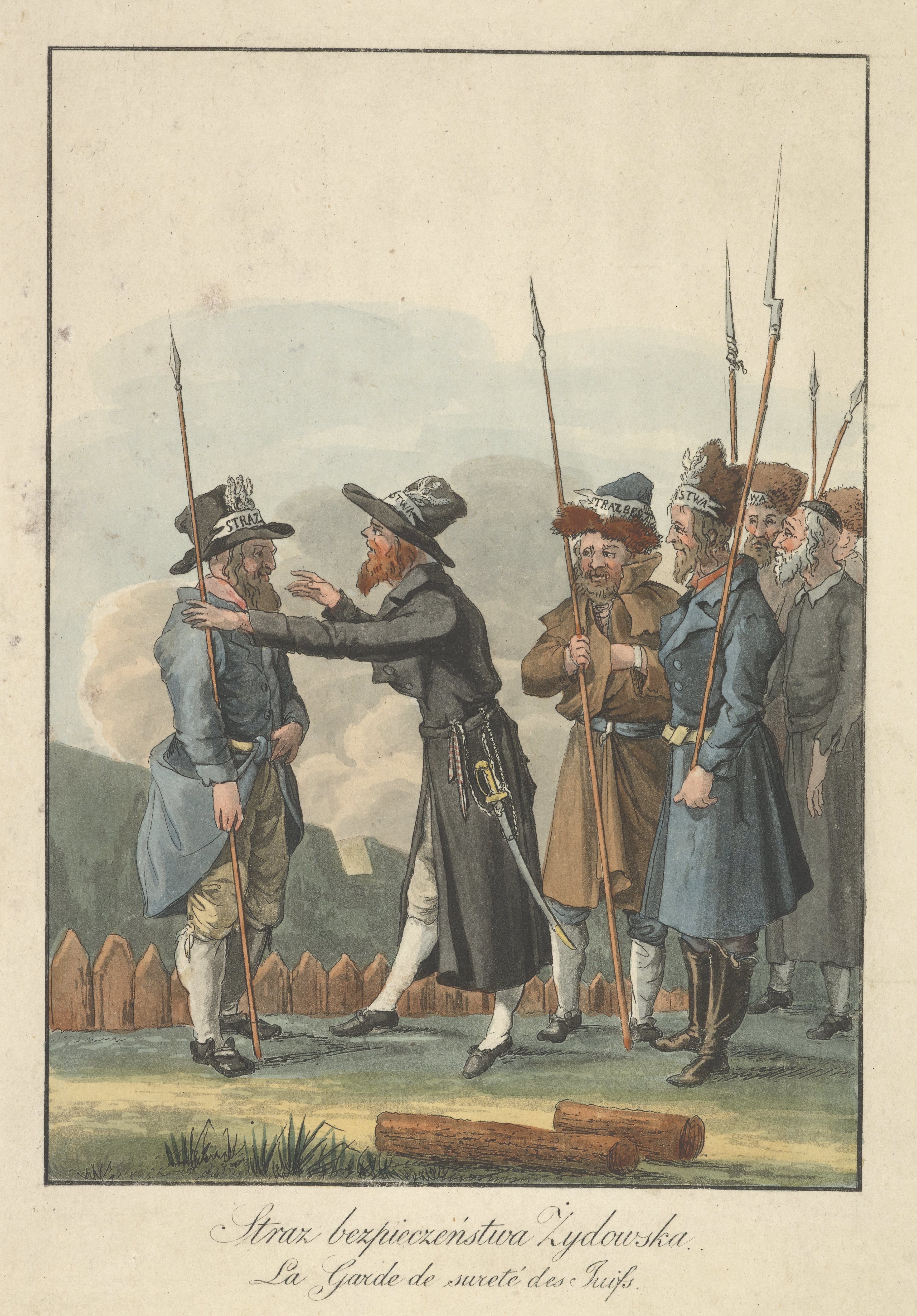
Żydowska Straż Bezpieczeństwa
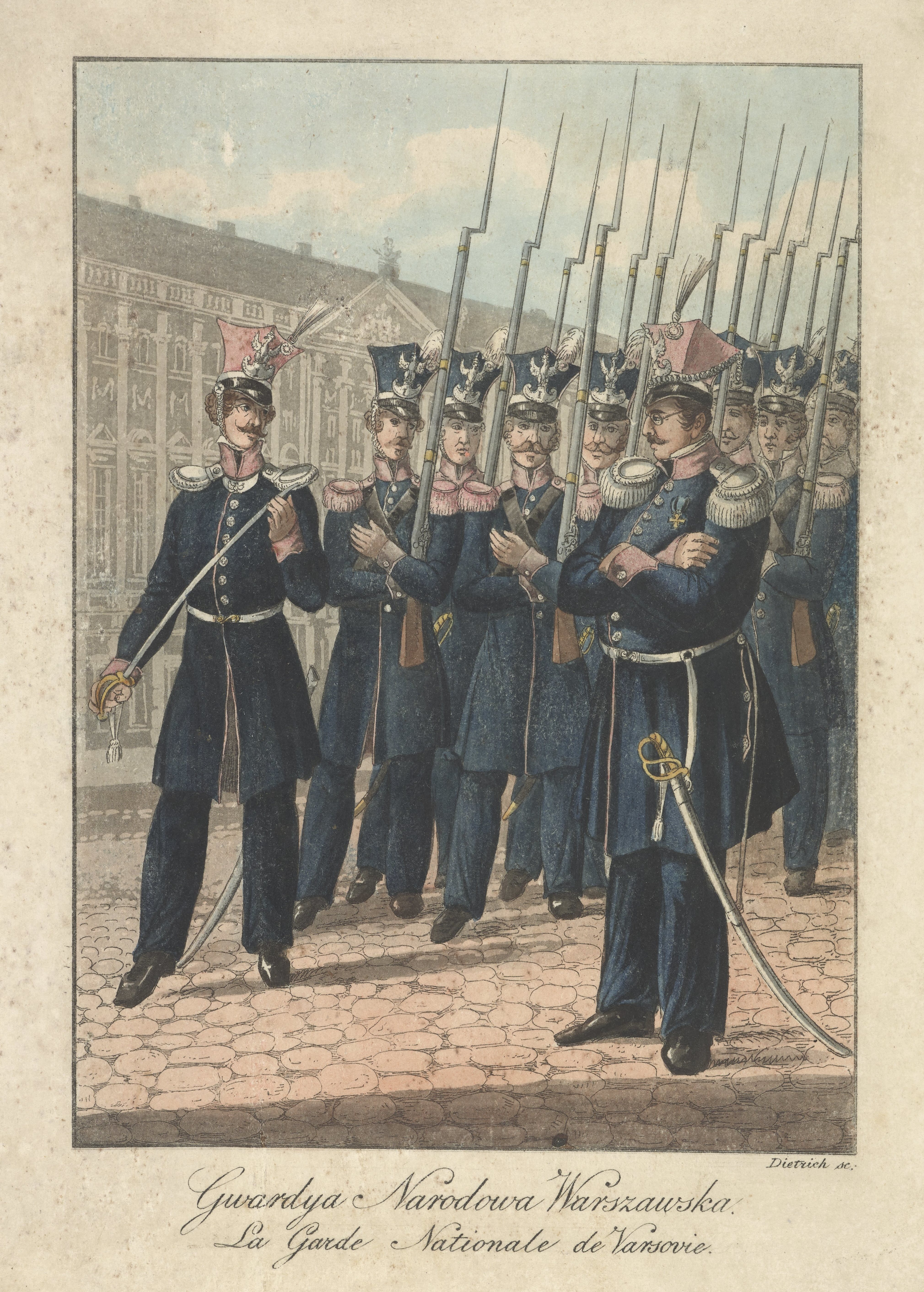
Gwardia Narodowa Warszawska